# Герб Лешуконского района
Герб муниципального образования «Лешуко́нский муниципальный район» Архангельской области Российской Федерации — опознавательно-правовой знак, служащий официальным символом муниципального образования.
Герб утверждён Решением Собрания депутатов муниципального образования «Лешуконский муниципальный район» от 10 марта 2011 № 131 "Об Утверждении герба и флага МО «Лешуконский муниципальный район» и Положения о гербе и флаге МО «Лешуконский муниципальный район».
Герб подлежит внесению в Государственный геральдический регистр Российской Федерации.

## Описание герба
«В зелёном поле золотая прялка, обрамлённая червлёным, с чёрными гривой, хвостом и уздой, конём, вместо ног у которого — чёрные стебли травы, завершённые вверху чёрными зёрнами».

## Символика герба
Зелёный цвет символизирует надежду, изобилие, свободу и радость.
Жёлтая прялка с красным конём — символизирует местные, исторические особенности, существующие народные промыслы, которыми славился нынешний Лешуконский район и с которыми связаны многие народные поверья.
Роспись в виде тёмно-красных коней всегда являлась Лешуконской местной традицией. Красные кони своеобразный символ Лешуконского района, его марка. Такие кони были присущи в росписях на прялках, туесах и художественных оформлениях деревянных и берестяных изделий.